# Samuel Fuller
Samuel Michael Fuller (ur. 12 sierpnia 1912 w Worcester, zm. 30 października 1997 w Los Angeles) – amerykański reżyser, scenarzysta i powieściopisarz. Znany był z produkcji niskobudżetowych, oszczędnych w środkach filmów o kontrowersyjnej tematyce, często realizowanych poza konwencją systemu studyjnego.
Pierwszy scenariusz Fuller napisał do filmu Hats Off (1936). Jego debiut reżyserski to western Zabiłem Jessego Jamesa (1949). W latach 50. wyreżyserował kilka innych westernów oraz pięć filmów wojennych.
W latach 60. niskobudżetowym thrillerem Shock Corridor (1963) Fuller zwrócił się w stronę innych gatunków filmowych niż westerny i dreszczowce wojenne; kolejną produkcją był obraz neo-noir, The Naked Kiss (1964). Zanim napisał i wyreżyserował epopeję wojenną, Wielka czerwona jedynka (1980), przez większość lat 70. twórca był nieaktywny zawodowo. Kolejny jego film, Biały pies (1982), był przykładem kina eksperymentalnego, do którego scenariusz napisał wspólnie z Curtisem Hansonem. Na początku lat 80. Fuller wyemigrował do Francji, gdzie zrealizował dwie ostatnie produkcje.

## Życiorys
Fuller urodził się w Worcester (Massachusetts) w rodzinie żydowskiej. Jego rodzicami byli Rebecca Baum (pochodząca z Polski) i Benjamin Rabinovitch (z Rosji). Po emigracji rodziców do Stanów Zjednoczonych zmienili oni nazwisko z Rabinovitch na Fuller (prawdopodobnie inspirując się lekarzem, Benjaminem Fullerem, który w 1620 roku przybył do Ameryki na statku „Mayflower”). W swojej autobiografii A Third Face (2002) Fuller stwierdził, że zaczął mówić dopiero w wieku 5 lat. Jego ojciec zmarł w 1923 roku.
Po śmierci ojca rodzina przeniosła się do Nowego Jorku, gdzie w 1924 roku, w wieku 12 lat, Fuller rozpoczął pracę w redakcji gazety „New York Evening Journal” jako pomocnik dziennikarzy (copy boy). Cztery lata później, mając 17 lat, został reporterem działu kryminalnego w „New York Evening Graphic”. Pod koniec lat 30. napisał trzy powieści pulpowe, co pozwoliło mu na współpracę przy tworzeniu scenariuszy oraz zapewnianie hollywoodzkim studiom pomysłów na filmowe historie.
Po ataku na Pearl Harbor (1941), podczas II wojny światowej, Fuller zaciągnął się do United States Army. Będąc strzelcem w 1 Dywizji Piechoty (tzw. Wielka Czerwona Jedynka) brał udział w lądowaniu Afryce (Torch, 1942), na Sycylii (Husky, 1943) oraz w Normandii (Omaha, 1944). Szlak bojowy zaprowadził go do Belgii i Czechosłowacji. W 1945 roku był obecny podczas wyzwolenia niemieckiego obozu koncentracyjnego, które zarejestrował na 16 mm taśmie, znanej jako V-E +1. Niemy film później wykorzystano we francuskim dokumencie Falkenau, the Impossible (1988). W 2014 roku V-E +1 przeznaczono do przechowania na amerykańskiej liście National Film Registry. Za zasługi wojenne Fuller został odznaczony Brązową Gwiazdą, Srebrną Gwiazdą oraz Purpurowym Sercem. Dosłużył się stopnia kaprala. Fuller wykorzystał swoje wojenne doświadczenia m.in. w Wielkiej czerwonej jedynce (1980), tytule, który jest jednocześnie określeniem 1. Dywizji Piechoty. Po zakończeniu wojny Fuller był współautorem książki opisującej historię 16. Pułku Piechoty.
Jego bratem był Ray Fuller, porucznik Counter Intelligence Corps.

## Kariera

### Scenariusz i reżyseria
Pierwszy scenariusz Fullera powstał do filmu Hats Off (1936). Był nieprzekonany do reżyserskiej wizji Douglasa Sirka przedstawionej w obrazie Shockproof (1949), do którego scenariusz napisał Fuller. Postanowił wówczas zająć się też reżyserią. Po tym jak spotkał producenta Roberta Lipperta doszło między nimi do współpracy; Fuller wyreżyserował dla niego trzy filmy. Lippert zaproponował mu wynagrodzenie za realizację filmu, a Fuller uprzedził producenta, że zgodzi się, jeśli będzie mógł też zająć się reżyserią. Lippert przystał na tę propozycję. Film Zabiłem Jessego Jamesa (1949), który zrealizowano w 10 dni, kosztował 104 000 USD. Kolejnym ich filmem był The Baron of Arizona (1950) z Vincentem Price’em.

#### SukcesThe Steel Helmet
Trzecim obrazem Fullera był The Steel Helmet, który był jednocześnie pierwszym filmem traktującym o wojnie koreańskiej powstałym w trakcie trwania konfliktu zbrojnego. Był to też pierwszy jego film wojenny, który miał premierę w czasie, gdy w Stanach Zjednoczonych szalała czerwona panika. Scenariusz powstał w tydzień, a zdjęcia zrealizowano w ciągu 10 dni. The Steel Helmet przedstawia negatywną stronę działań wojennych: doświadczenia z wojny koreańskiej ukazane są jako przygnębiające, odczłowieczające oraz wywołujące u odbiorcy zamęt.
Sam film okazał się przebojem, jednak Fuller atakowany był w artykułach publikowanych w konserwatywnych gazetach, w których był określany jako zwolennik komunizmu oraz przeciwnik Ameryki; dyrektor FBI, J. Edgar Hoover, zlecił by agencja go sprawdziła, jednak Fuller w owym czasie nie miał o tym pojęcia. Z kolei Pentagon wezwał go do Waszyngtonu, by wyjaśnił scenę, w której Zack w napadzie szału zabija jeńca wojennego. Kiedy Fuller dotarł na miejsce czekali na niego generałowie i wyżsi oficerowie, którzy oskarżyli go o zrobienie filmu, który miał być komunistyczną indoktrynacją. Reżyser wytłumaczył im, że walczył w II wojnie światowej i był świadkiem, kiedy żołnierze w gniewie strzelali do więźniów. Wojskowi uwierzyli mu dopiero po przekonaniu ich do wykonania połączenia telefonicznego do brygadiera generała Maxwella Taylora (dowódcy jego pułku) i jego protekcji dla Fullera. Krytyk Westford Pedravy napisał, że Fuller był potajemnie finansowany przez „czerwonych”. Fuller planował wykorzystać archiwalne materiały wojenne z filmowych zasobów armii Stanów Zjednoczonych, jednak jej przedstawiciele odpowiedzieli na jego prośbę odmownie, argumentując tym, że armia nie miałaby z tytułu tego filmu żadnych korzyści. Tym filmem reżyser rozpoczął współpracę z aktorem Gene’em Evansem. Przedstawiciele studia chcieli obsadzić w produkcji Johna Wayne’a, ale ten wybór przekreśliłby wizję Fullera, którą miał być realistyczny film wojenny.

#### Kontrakt z 20th Century Fox
Po sukcesie obrazu The Steel Helmet Fuller był rozchwytywany przez czołowe wytwórnie filmowe. Fuller wybrał drogę mniej komercyjną. Po porozumieniu się z Darrylem Zanuckiem, szefem studia 20th Century Fox, wynegocjował nietypowy kontrakt, który w kwietniu 1951 roku podpisał. Aktor Robert Stack, z którym Fuller pracował w latach 50., opisał ich relacje tak: „Darryl widział w Sammym Fullerze bratnią duszę, rodaka i wspólnika. Nieważne jak daleko Sammy mógł podążyć, Darryl kroczył razem z nim”. Zgodnie z kontraktem Fuller miał zrobić dla Zanucka od pięciu do siedmiu filmów. Pierwszym filmem zrealizowanym przez Fullera dla studia Fox był film o wojnie koreańskiej, Bagnet na broń (1951). Armia amerykańska przydzieliła mu przy produkcji filmu technicznego doradcę, odznaczonego Medalem Honoru, Raymonda Harveya, kolegę Fullera z czasów II wojny światowej. Ta dwójka spotkała się też na planie późniejszego filmu Verboten! (1959); przy tej produkcji Harvey też pełnił rolę doradcy technicznego.
Ulubiony film Fullera, spośród tych zrealizowanych przez niego, Park Row (1952) przedstawiał historię amerykańskiego dziennikarstwa. Darryl Zanuck zasugerował, by film miał formę musicalu, ale Fuller, zirytowany tą wizją, odmówił. Filmowiec postanowił zrealizować obraz na własną rękę, na którego produkcję złożyły się głównie jego własne oszczędności. Amerykański filmowiec, Quentin Tarantino, określił ten film jako: „jeden z najwspanialszych listów miłosnych w historii filmu, a jednocześnie miłosny list skierowany do dziennikarstwa”.
Kolejnym obrazem Fullera był film noir, Kradzież na South Street (1953), w którym wystąpił Richard Widmark. W 2018 roku amerykańska Biblioteka Kongresu uznała film za dzieło „kulturalnie, historycznie lub estetycznie znaczące”, które umieszczono w National Film Registry. W 1955 roku odbyła się premiera House of Bamboo – była to pierwsza produkcja hollywoodzkiego studia zrealizowana w Japonii.

#### Globe Enterprises
Czterdzieści rewolwerów (1957), kolejny obraz reżysera, był ostatnim z sześciu filmów zamówionych u Fullera przez Zanucka dla wytwórni 20th Century Fox. Film China Gate (1957) był długo niedostępny na terytorium Francji, ponieważ francuski konsul, Romain Gary, uważał go za zbyt prymitywny i antyfrancuski. Mimo nieprzychylnej opinii dyplomaty i pisarza, w późniejszym czasie Gary i Fuller nawiązali przyjacielskie relacje. Dwa ostatnie filmy oraz Run of the Arrow, Verboten! i The Crimson Kimono zostały wyprodukowane przez Globe Enterprises (Run of the Arrow i Verboten! dodatkowo przez RKO Radio Pictures).
Kiedy na początku lat 60. system studyjny załamał się pod naporem telewizji Fuller miał problemy z uzyskaniem pieniędzy na realizację filmów, przez co znów pracował jako niezależny twórca nisko-budżetowych produkcji, które nadal budziły kontrowersje. Akcja obrazu Shock Corridor (1963) dzieje się w szpitalu psychiatrycznym, a w produkcji The Naked Kiss (1964) osią filmu jest prostytutka usiłująca zmienić swoje życie poprzez pracę w pediatrycznym oddziale szpitalnym. Finansowaniem tego obrazu zajęły się te same osoby co w przypadku Shock Corridor, ponieważ chcieli w krótkim czasie zarobić na efektach wydajnej pracy Fullera; zespół produkcyjny tworzyli operator, kompozytor i montażysta, którzy brali udział w tworzeniu poprzedniego filmu. O filmie Shock Corridor Fuller powiedział:

Mierzyłem się z szaleństwem, rasizmem, patriotyzmem, wojną nuklearną i perwersją seksualną… Mój dom wariatów był metaforą Ameryki.

W latach 1967–1980 Fuller wyreżyserował tylko jeden film, Ludojad (1969), który był koprodukcją amerykańsko-meksykańską. W swojej autobiografii, A Third Face, Fuller tłumaczył, że dokończył film w montażowni, ale później producenci nanieśli swoje poprawki. Fuller zażądał by z napisów usunięto jego nazwisko, ale tak się nie stało. W 1980 roku powrócił z filmem Wielka czerwona jedynka, pół-autobiograficznej historii traktującej o żołnierzach i ich wstrząsających doświadczeniach podczas II wojny światowej. W czasie premiery obraz zyskał uznanie części krytyków, choć sukces komercyjny był umiarkowany.

Odłożyć film na półkę, nie pozwalając nikomu go zobaczyć? Byłem oszołomiony. Trudno wyrazić ból związany z zamknięciem gotowego filmu w skarbcu, który nigdy nie zostanie wyświetlony dla publiczności. To tak, jakby ktoś na zawsze wsadził twoje nowo narodzone dziecko do cholernego najściślej strzeżonego więzienia… Przeprowadzka na jakiś czas do Francji złagodziła trochę bólu i wątpliwości, z którymi musiałem żyć z powodu Białego psa.

W 1981 roku Fuller został wyznaczony do nakręcenia filmu Biały pies, którego fabułę oparto na powieści autorstwa francuskiego pisarza, Romaina Gary’ego. Kontrowersyjny obraz przedstawia zmagania czarnoskórego tresera psa, który próbuje zdeprogramować „białego psa”, przybłędę, który został zaprogramowany tak, by zaciekle atakować każdą osobę o czarnym kolorze skóry. Reżyser chętnie zgodził się, by podjąć pracę nad filmem, ponieważ w trakcie kariery często skupiał się nad kwestiami rasowymi. Kiedy już się zapoznał z treścią powieści i z pomysłem „białych psów” zlecono mu „rekonceptualizację” głównego wątku filmu tak, by konflikt przedstawiony w książce przypisany był nie człowiekowi, a psu. Wykorzystał film do przekazania antyrasistowskiego przesłania w postaci filmowej analizy zadanego pytania, czy rasizm jest wyleczalny, czy też jest to choroba nieuleczalna.
W czasie zdjęć wytwórnia Paramount Pictures coraz bardziej niepokoiła się tym, że film może urażać afroamerykańskich widzów, zleciła więc dwóm konsultantom ocenę pracy i propozycję ich afirmacji tego, jak czarnoskórzy bohaterowie zostali zobrazowani. Jeden z nich, Willis Edwards, prezydent hollywoodzkiej filii stowarzyszenia NAACP, „zarekomendował usunięcie treści rasistowskich i wyprodukowanie bardziej konwencjonalnego horroru/dreszczowca”. Ostatecznie Edwards opowiedział się za usunięciem wszystkich rasistowskich treści z filmu, a kiedy jego rekomendacje zostały odrzucone, doprowadził do bojkotu, argumentując, że idea szkolenia i atakowanie przez psa mogą podsunąć „pomysły KKK i innym organizacjom supremacji białych”. Fullera nie poinformowano o prowadzonych dyskusjach, ani nie dostarczono mu żadnych notatek aż do momentu, gdy do planowanego zakończenia zdjęć pozostały dwa tygodnie. Znany z zagorzałości w kwestii integracji rasowej i regularnego przydzielania niestereotypowych ról czarnoskórym aktorom Fuller, czując się znieważonym, zażądał, aby usunąć przedstawiciela NAACP z planu filmowego. Po ukończeniu filmu Paramount odmówiło jego wyświetlania w amerykańskich kinach, co spowodowane było zapowiadanym przez NAACP bojkotom, które mogły obejmować wszystkie filmy wytwórni.
Po tym, jak Biały pies został odłożony na półkę przez Paramount Pictures, w 1982 roku Fuller przeprowadził się wraz z rodziną do Francji i już nigdy nie wyreżyserował amerykańskiego filmu. Fuller wyreżyserował dwa francuskie filmy kinowe, Złodzieje nocą (Les Voleurs de la nuit, 1984) i Ulica bez powrotu (Street of No Return, 1989). Złodzieje nocą wyselekcjonowany został do udziału w konkursie głównym 34. Międzynarodowego Festiwalu Filmowego w Berlinie. W 1990 wyreżyserował ostatni film, telewizyjny Tinikling ou ‘la madonne et le dragon’. Ostatni scenariusz napisał wraz z żoną, Christą Lang, do produkcji telewizyjnej, Dziewczyny w więzieniu (1994).

Jeśli nie lubisz filmów Samuela Fullera, nie lubisz kina.

W 2002 roku wydana została autobiografia Fullera, A Third Face: My Tale of Writing, Fighting, and Filmmaking, którą napisał wraz z żoną, Christą Lang, i Jerome’em Henrym Rudesem. Do książek jego autorstwa należą powieści na tematy aktualne: Burn, Baby, Burn (1935), Test Tube Baby (o sztucznym zapładnianiu, 1936), Make Up and Kiss (1938) i The Dark Page (1944). Napisał też nowelizacje jego filmów, The Naked Kiss (1964) i Wielka czerwona jedynka (1980), a także 144 Piccadilly (1971) i Quint’s World (1988). W 1986 roku opublikowany został obszerny wywiad z Fullerem, przyprowadzony przez Jeana Narboniego i Noëla Simsolo dla „Cahiers du cinéma”, Il etait une fois: Samuel Fuller (z przedmową Martina Scorsesego).

### Aktorstwo
Fuller wystąpił w roli cameo w filmie Szalony Piotruś (1965) Jeana-Luca Godarda, w którym wypowiada kwestię: „Film jest jak pole bitwy. Miłość… nienawiść… akcja… przemoc… śmierć. Jednym słowem – emocje”. Pojawił się również, grając samego siebie, w obrazie francuskiego krytyka Luca Moulleta, Brigitte et Brigitte (1966), gdzie wystąpił obok reżyserów francuskiej Nowej Fali: Claude’a Chabrola, Érica Rohmera i Andrégo Téchinégo. W filmie Dennisa Hoppera, The Last Movie (1971), wcielił się w postać reżysera wymachującego pistoletem. Z kolei u Stevena Spielberga w produkcji 1941 (1979) sportretował pułkownika armii. Pojawił się też w czterech filmach niemieckiego twórcy, Wima Wendersa: Amerykański przyjaciel (1977), Opowieści Hammetta (1982), Stan rzeczy (1982) i, w jego ostatniej roli, w Końcu przemocy (1997). Wystąpił też w filmie Życie cyganerii (1992) fińskiego reżysera Akiego Kaurismäkiego.